# Ipomoea muelleri
Ipomoea muelleri är en vindeväxtart som beskrevs av George Bentham. Ipomoea muelleri ingår i släktet praktvindor, och familjen vindeväxter. Inga underarter finns listade i Catalogue of Life.

## Bildgalleri

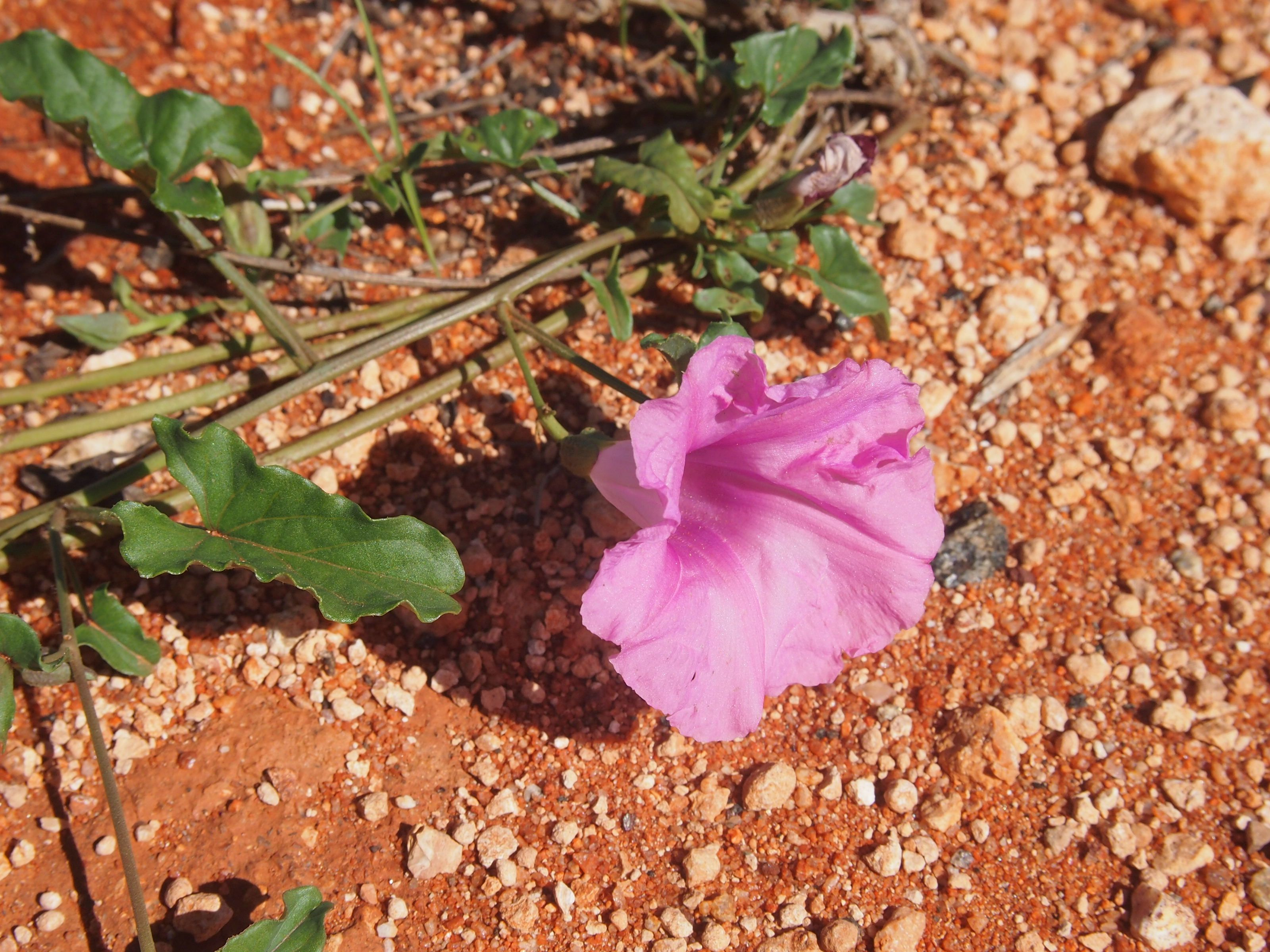
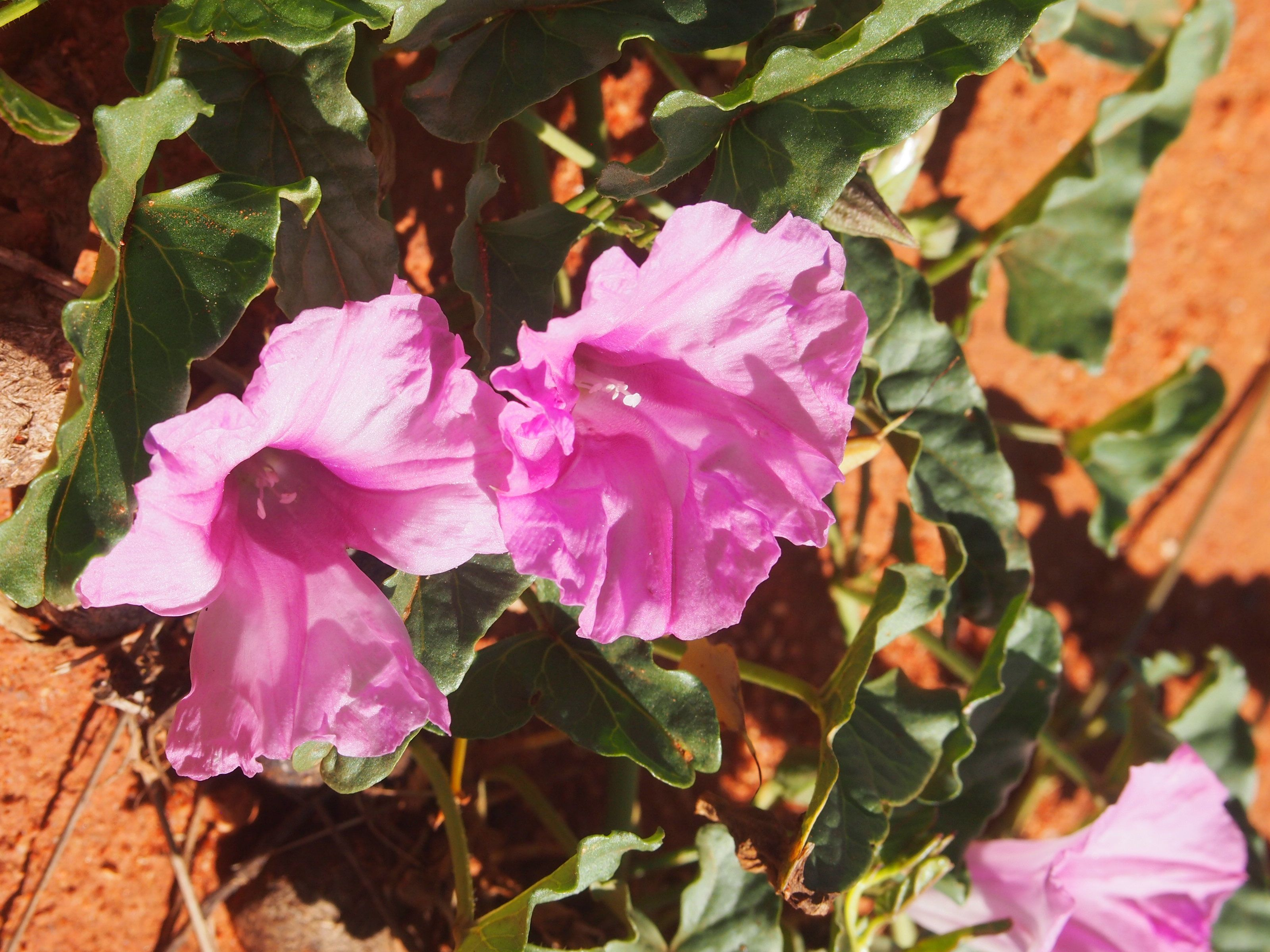
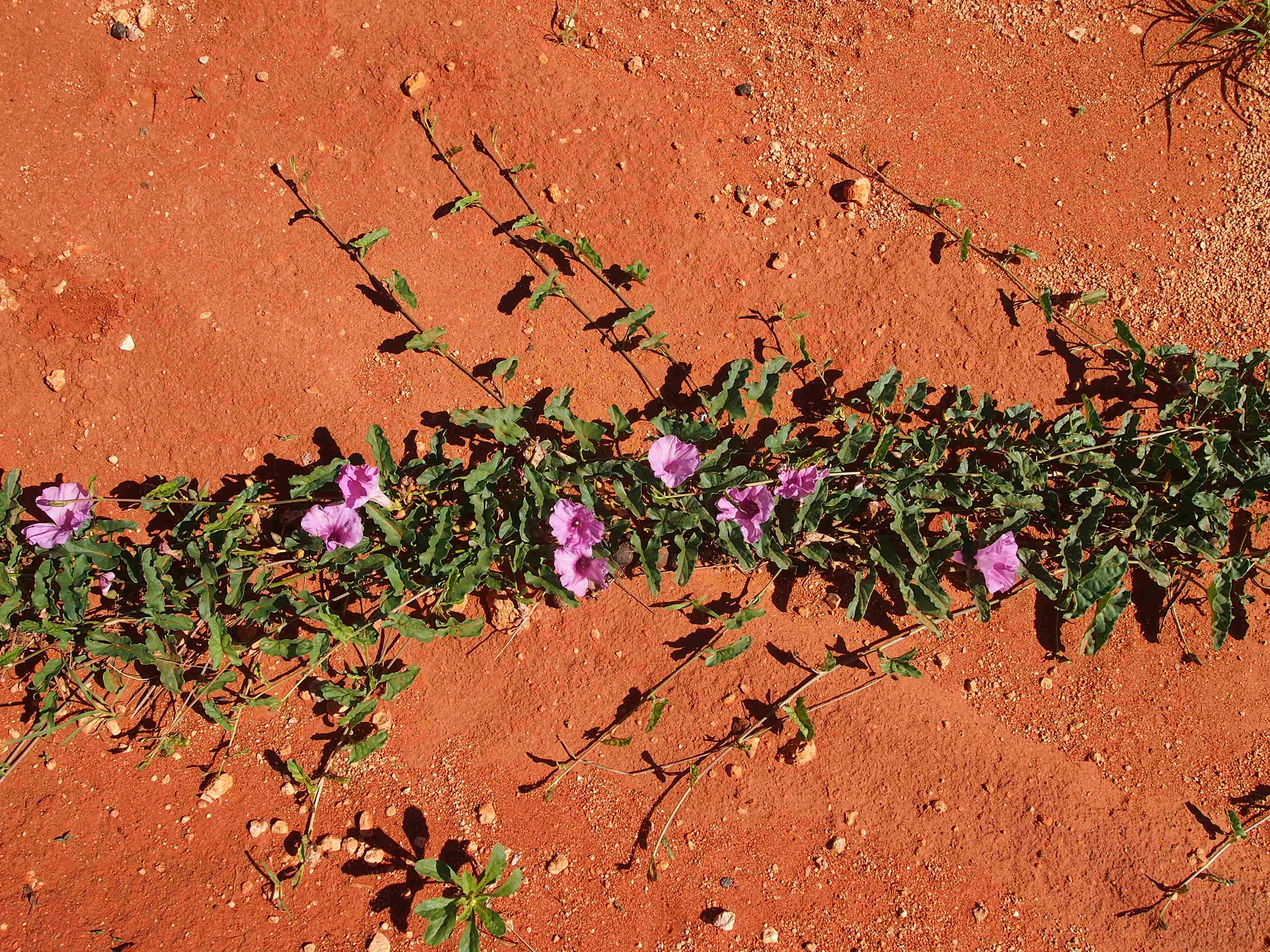